# مسيب الداخلية (بني مطر)

تعديل مصدري - تعديل

مسيب الداخلية هي إحدى قرى عزلة بني الراعى بمديرية بني مطر التابعة لمحافظة صنعاء، بلغ تعداد سكانها 836 نسمة حسب تعداد اليمن لعام 2004.